# الوانو رومانو
الوانو رومانو (به ایتالیایی: Olevano Romano) یک کومونه در ایتالیا است که در استان رم واقع شده‌است.

## خصوصیات
الوانو رومانو ۲۶٫۱ کیلومترمربع مساحت و ۶٬۸۸۲ نفر جمعیت دارد و ۵۷۱ متر بالاتر از سطح دریا واقع شده‌است.

## خواهرخوانده
شهر ولگوگراد خواهرخواندهٔ الوانو رومانو هست.